# Delito fiscal
El delito fiscal es aquel delito consistente en defraudar a la Hacienda Pública, o sus similares de acuerdo al territorio, por un importe superior al fijado por la Ley. Se entiende que defrauda quien omite ingresos tributarios y deja de ingresar la cuota correspondiente. 
El incumplimiento de las obligaciones fiscales normalmente constituye una infracción administrativa sancionada mediante multa o sanción, que puede ser recurrida en distintos órdenes incluido el jurisdiccional. Junto a esta forma de sancionar las actuaciones ilícitas de carácter tributario, los ordenamientos jurídicos con un cierto grado de desarrollo, para una mayor protección de la Hacienda Pública, consideran delitos y no meras infracciones administrativas los incumplimientos fiscales de mayor gravedad, correspondiéndole a los juzgados penales instruir estos procedimientos y condenar, en su caso, estas actuaciones mediante las correspondientes penas.
No existen diferencias sustanciales entre el delito fiscal y las infracciones tributarias, la distinción es básicamente por razones cuantitativas, por la cuantía del resultado. El delito se suele reservar para aquellas actuaciones con una mayor gravedad y más trascendencia económica.
Para que exista delito y no infracción administrativa, no es suficiente con dejar de ingresar la cantidad mínima fijada por la Ley para que sea considerada delito, sino que es necesario que de forma añadida, exista también el denominado elemento subjetivo del delito, es decir una actuación del sujeto tendente a evitar el pago.  

## Tipos
En el delito fiscal se pueden establecer diversos tipos que responden a la normativa establecida en cada territorio. Sin embargo, entre los más comunes se pueden mencionar los siguientes:
- Evasión de tributos estatales, de la comunidad autónoma o gobierno local.
- Defraudación a la Seguridad Social.
- Beneficiarse de subvenciones, desgravaciones o ayudas públicas sin cumplir con los requisitos legales.
- Obtención indebida de fondos públicos.
- Delitos contables. Esto quiere decir, por ejemplo, incluir como gastos algunos desembolsos no relacionados con la actividad económica de la empresa. De ese modo, el monto base para calcular el impuesto de sociedades se reduce.[2]

## Naturaleza
Se entiende, por la mayoría de la doctrina y también por el Tribunal Supremo de España, que este es un delito especial propio en el sentido de que únicamente puede ser perpetrado por el obligado tributario. Esta naturaleza, sin embargo, no excluye la participación en estos, de personas, que no reúnen las características y condiciones exigidas para el autor, como podría ser el asesor fiscal. El asesor partícipe ataca de forma mediata e indirecta el mismo bien jurídico pero carece de la especial cualificación que posee el autor, pudiendo ser calificado por su actuación como cooperador necesario o simplemente como cómplice.

## Configuración
En la configuración de un delito fiscal se deben indicar los elementos objetivos y subjetivos que componen las acciones u omisiones del caso, de acuerdo a cada legislación y normativa. En determinados territorios se requiere, puntualmente, la existencia de dolo para la configuración del delito. 
Con respecto a las sanciones, dependen expresamente de lo determinado en cada país. Pueden ser de tipo pecuniario, como multas; de tipo no monetario, como decomiso de productos, sanciones tributarias y puede privar de la libertad a los condenador. 
Para las sanciones económicas, en algunos países se ha incluido una “Unidad de Cuenta Tributaria” con la intención de que se actualice cada año de acuerdo a la inflación y/o al valor del dólar. Con ello, se busca que los valores determinados para el pago se vayan actualizando según el contexto mundial, independientemente de cuál sea la moneda de cada territorio. 

## El elemento subjetivo
El delito fiscal exige la existencia de una conducta intencional y deliberadamente dirigida a defraudar el pago, es decir el autor tiene que tener conocimiento de la existencia de una deuda o deber de ingreso tributario, omitiendo el ingreso mediante la infracción de los deberes formales.

## El delito fiscal en España

### Evolución histórica
El delito fiscal fue introducido en el Código Penal de España, con la Ley 50/77, que reformó el sistema fiscal con la llegada del régimen democrático, tras la muerte de Franco. Se introdujo el Artículo 319, que tuvo una aplicación judicial muy reducida, apenas existen una decena de sentencias en los ocho años que estuvo vigente.
En 1985 se reformó su regulación y se introdujo el delito contra la Hacienda Pública, que pasó a ser regulado en los Artículos 349 y 350 del Código. En esta reforma se eliminó la prejudicialidad, que exigía un largo proceso administrativo de fijación de la deuda, antes de acudir a la denuncia judicial del delito. 
En 1995 se reformó el artículo relativo al delito de defraudación y se aprobó un nuevo código Penal que asumió esta nueva regulación, pasándola al artículo 305 y siguientes.
En 2010, con ocasión de una reforma del Código, se amplió la pena máxima para el delito de defraudación de cuatro a cinco años.
En diciembre de 2012, se aprobó la Ley Orgánica 7/2012, que modificó la Ley Orgánica 10/1995 de 23 de noviembre de 1995, del código Penal en materia de transparencia y lucha contra el fraude fiscal y seguridad social y se amplió la pena máxima para el delito de defraudación de cinco a seis años.
La Ley Orgánica 7/2012, de 27 de diciembre, introdujo un nuevo tipo agravado en el artículo 305.bis para tipificar las conductas de mayor gravedad o de mayor complejidad, sancionándolas con penas que oscilan de dos a seis años de prisión, incrementando consiguientemente el plazo de prescripción del delito.

### Regulación legal
El Código Penal de España regula en su título XIV del Libro II, los "Delitos contra la Hacienda Pública y contra la Seguridad Social" (Artículos 305 a 310), que engloba los delitos de defraudación tributaria, contra la Seguridad Social, cobro indebido de subvenciones y el delito contable.
El Artículo 305 del Código Penal establece que comete este delito, quien por acción u omisión defrauda a la Hacienda Pública estatal, autonómica, foral o local:
- eludiendo el pago de tributos, cantidades retenidas o que se hubiesen debido retener o ingresos a cuenta de retribuciones en especie;
- obteniendo indebidamente devoluciones; o
- disfrutando beneficios fiscales de la misma forma.

En cualquier caso, es necesario que la cuantía de la cuota defraudada, el importe no ingresado de las retenciones o ingresos a cuenta, o de las devoluciones o beneficios fiscales indebidamente obtenidos o disfrutados exceda de 120.000€.
La ley española fija un límite de 120.000€ de cuota defraudada para que exista delito fiscal, por debajo de esta cantidad se cometerá una infracción administrativa que podrá ser perseguida por la correspondiente Administración Tributaria. La cuantía de la cuota defraudada es un elemento inexcusable del delito y por tanto su cuantificación corresponde a los Tribunales, que procederán a fijar su importe de acuerdo a la legislación fiscal vigente.
Aunque el Artículo 305 que regula el delito no indica nada acerca del dolo necesario en la conducta del que comete el delito fiscal, ha de ser entendido que su exigencia se encuentra implícita en la expresión defraudar y que además el artículo 12 del código Penal establece que las acciones imprudentes solo se castigarán cuando expresamente disponga la ley.

#### Penas
Para el delito de defraudación, regulado en el artículo 305 del Código, se prevé una pena de prisión de uno a cinco años y multa del tanto al séxtuplo de la cuantía dejada de ingresar. Las penas señaladas se aplicarán en su mitad superior cuando la defraudación se cometiere concurriendo alguna de las circunstancias siguientes:
- La utilización de persona o personas interpuestas de manera que quede oculta la identidad del verdadero obligado tributario.
- La especial trascendencia y gravedad de la defraudación atendiendo al importe de lo defraudado o a la existencia de una estructura organizativa que afecte o puede afectar a una pluralidad de obligados tributarios.[5]

Aparte de la pena, la sentencia condenatoria debe contener la declaración de responsabilidad derivada del delito, ocasionando un cambio del título por el que la Administración tiene derecho al cobro.

### Actuaciones de delito fiscal de laAgencia Tributaria
Durante 2009, la Agencia Tributaria española denunció 738 casos de delito fiscal, que representaban una cuota de casi 784 millones de euros, lo que supuso un incremento del 8,7% de expedientes y un 56,7% en la recaudación, más que en 2008.
En 2014, la Agencia Tributaria denunció 386 expedientes de delito fiscal, con una cuota de 305,04 millones de euros.

## El delito fiscal en Ecuador

### Principio de la legalidad tributaria
El principio de legalidad tributaria en Ecuador se establece por la asamblea constituyente de 2008, en los siguientes artículos:
"Artículo 301.- Sólo por iniciativa de la Función Ejecutiva y mediante ley sancionada por la Asamblea Nacional se podrá establecer, modificar, exonerar o extinguir impuestos. Sólo por acto normativo de órgano competente se podrán establecer, modificar, exonerar y extinguir tasas y contribuciones. Las tasas y contribuciones especiales se crearán y regularán de acuerdo con la ley".
"Artículo 120.- La Asamblea Nacional tendrá las siguientes atribuciones y deberes, además de las que determine la ley: 
...
7. Crear, modificar o suprimir tributos mediante ley, sin menoscabo de las atribuciones conferidas a los gobiernos autónomos 
descentralizados".

"Artículo 165.- Durante el estado de excepción la Presidenta o Presidente de la República únicamente podrá suspender o limitar el ejercicio del derecho a la inviolabilidad de domicilio, inviolabilidad de correspondencia, libertad de tránsito, libertad de asociación y reunión, y libertad de información, en los términos que señala la Constitución. Declarado el estado de excepción, la Presidenta o Presidente de la República podrá: 

1. Decretar la recaudación anticipada de tributos".
Estos son los artículos que prevalecen el Principio de Legalidad Tributaria en el Ecuador en la actualidad y se acompañan de diversos cuerpos normativos para su aplicación.